# Foz de Arouce
Foz de Arouce é uma povoação portuguesa do Município da Lousã que foi sede da extinta Freguesia de Foz de Arouce, freguesia que tinha 15,65 km² de área e 1 062 habitantes (2011), e, por isso, uma densidade populacional de 67,9 hab/km².
A Freguesia de Foz de Arouce foi extinta pela reorganização administrativa de 2013, tendo sido agregada à Freguesia de Foz de Arouce e Casal de Ermio para criar a nova Freguesia de Foz de Arouce e Casal de Ermio.

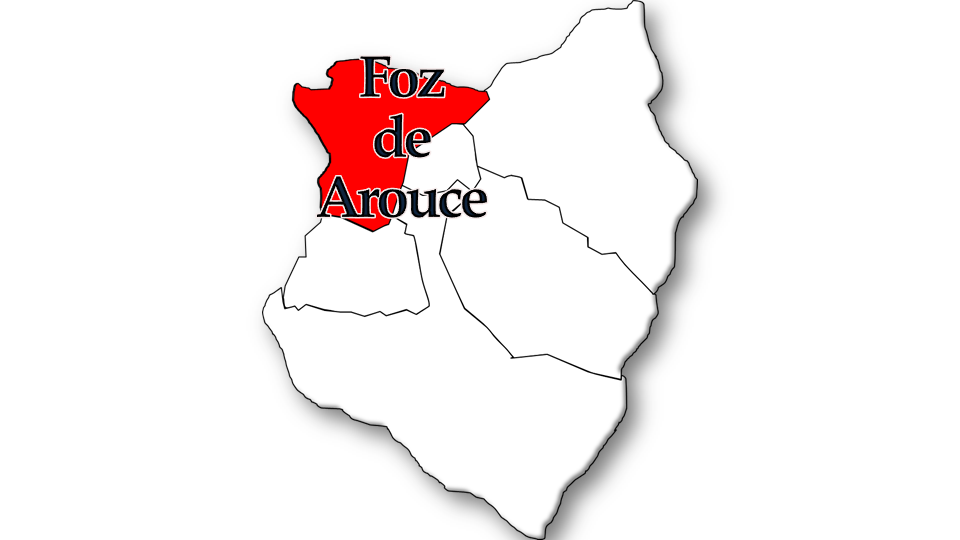
Localização no Município da Lousã

## População
| População da freguesia de Foz de Arouce | População da freguesia de Foz de Arouce | População da freguesia de Foz de Arouce | População da freguesia de Foz de Arouce | População da freguesia de Foz de Arouce | População da freguesia de Foz de Arouce | População da freguesia de Foz de Arouce | População da freguesia de Foz de Arouce | População da freguesia de Foz de Arouce | População da freguesia de Foz de Arouce | População da freguesia de Foz de Arouce | População da freguesia de Foz de Arouce | População da freguesia de Foz de Arouce | População da freguesia de Foz de Arouce | População da freguesia de Foz de Arouce |
| --------------------------------------- | --------------------------------------- | --------------------------------------- | --------------------------------------- | --------------------------------------- | --------------------------------------- | --------------------------------------- | --------------------------------------- | --------------------------------------- | --------------------------------------- | --------------------------------------- | --------------------------------------- | --------------------------------------- | --------------------------------------- | --------------------------------------- |
| 1864                                    | 1878                                    | 1890                                    | 1900                                    | 1911                                    | 1920                                    | 1930                                    | 1940                                    | 1950                                    | 1960                                    | 1970                                    | 1981                                    | 1991                                    | 2001                                    | 2011                                    |
| 1 171                                   | 1 286                                   | 1 445                                   | 1 436                                   | 1 644                                   | 1 559                                   | 1 410                                   | 1 358                                   | 1 467                                   | 1 259                                   | 1 101                                   | 1 230                                   | 1 078                                   | 1 112                                   | 1 062                                   |

## Património
- Igreja Matriz de São Miguel;
- Capela da Senhora da Pegada;
- Capela de Santo Antão;
- Capela de São Frutuoso;
- Capela de São Sebastião;
- Casa dos Condes de Foz de Arouce ou Casa da Foz de Arouce.

## Personalidades ilustres
- Visconde de Foz de Arouce e Conde de Foz de Arouce